# Fritz Kemper
Fritz Hubertus Kemper (* 9. Februar 1927 in Köln; † 28. März 2017) war ein deutscher Internist, Pharmakologe und Toxikologe.

## Leben
Fritz Kemper studierte an der Universität Köln und der Universität Bonn Medizin. Nach Staatsexamen und Promotion im Jahre 1950 in Köln setzte Kemper seine klinische Weiterbildung in Lüdenscheid und ab 1952 in Frankfurt am Main fort. In Frankfurt befasste er sich mit wissenschaftlichen Arbeiten auf dem Gebiet der Kreislauf- und Hochdruckforschung und der Endokrinologie. Nach Abschluss der Facharztweiterbildung in Innerer Medizin im Jahre 1956 ging Kemper Ende der fünfziger Jahre an die Universität Münster an das Pharmakologische Institut zu Arnold Loeser. Seine Arbeiten auf dem Gebiet der pharmakologischen Wirkungen von Arzneipflanzen und deren Inhaltsstoffen führten im Jahr 1958 zur Habilitation. Im gleichen Jahr erfolgte die Anerkennung als Facharzt für „Pharmakologie und Toxikologie“ sowie „Klinische Pharmakologie“. 1964 wurde er außerplanmäßiger Professor und ab 1965 Wissenschaftlicher Rat und Professor an der Universität Münster. 1969 wurde er auf den Lehrstuhl für Pharmakologie und Toxikologie berufen und übernahm 1970 die Leitung des Instituts. Er war Dekan der Medizinischen Fakultät der Universität Münster in den Jahren 1970 und 1971. Kemper war von 1985 bis 1997 Präsident des Medizinischen Fakultätentages und 1992 bis 2008 Präsident der Gesellschaft für Phytotherapie. In der Ausgabe 49/2005 berichtete Der Spiegel von Zahlungen der R. J. Reynolds Tobacco Company für Berichte über Aktivitäten deutscher Wissenschaftler und Politiker zum Thema Tabakkonsum und Gesundheit.
Er war Gründungsmitglied der Ethik-Kommission und mehr als zwei Jahrzehnte Prüfungsvorsitzender für die Staatsprüfung in Medizin und für die Zahnmedizin-Staatsprüfung. Seine aktive hauptamtliche Tätigkeit als Geschäftsführender Ärztlicher Direktor der Medizinischen Einrichtungen in Münster endete 1993.
Die wissenschaftliche Tätigkeit von Fritz Kemper ist bestimmt durch Arbeiten auf dem Gebiet der Umwelttoxikologie, insbesondere deren Humanaspekten. Er gehört zu den Pionieren auf diesem Gebiet, dessen begriffliche und wissenschaftliche Ausfüllung er maßgeblich beeinflusst und fördert. Hervorzuheben sind seine richtungweisenden Ideen, die bereits in den frühen siebziger Jahren zur Schaffung einer ,Umweltprobenbank für Human-Organproben' an der Universität Münster als Instrument der Umweltbeobachtung und Teil der Umweltprobenbank des Bundes führten, die inzwischen weltweit renommiert ist und sich neben dem hohen wissenschaftlichen Wert als anerkannt wirksames Instrument sowie als Grundlage politischer Entscheidungsfindung erwiesen hat.
Seit 2005 war er Mitglied des Wissenschaftlichen Beirates des Deutschen Jagdverbandes.

## Auszeichnungen
- 1981: Ernst-von-Bergmann-Plakette der Bundesärztekammer
- 1981: Bundesverdienstkreuz am Bande
- 1988: Bundesverdienstkreuz 1. Klasse
- 1989: Hartmann-Thieding-Plakette des Hartmannbundes (1989)[3]
- 1993: Ehrendoktor der Medizinischen Fakultät der Westfälischen Wilhelms-Universität Münster[4]
- 1993: Ehrendoktor der Medizinischen Fakultät der Martin-Luther-Universität zu Halle-Wittenberg[5] (1993)
- 1998: Paracelsus-Medaille der Bundesärztekammer
- 2001: Adolf-Schmidt-Medaille des Medizinischen Fakultätentages[6]
- 2002: Große Verdienstkreuz mit Stern des Verdienstordens der Bundesrepublik Deutschland
- Kopernikus-Medaille der Medizinischen Akademie Krakau[7]
- Silberner Ehrenbecher und der Goldene Ehrennadel der Ärztekammer Westfalen-Lippe